# 엑스박스 클라우드 게이밍
엑스박스 클라우드 게이밍(Xbox Cloud Gaming, 과거 이름: 프로젝트 엑스클라우드/Project xCloud)은 마이크로소프트의 엑스박스 클라우드 게임 서비스이다. 처음에 2019년 11월 베타 테스트로 출시된 이 서비스는 2020년 9월 15일 엑스박스 게임 패스 얼티밋 구독자들을 대상으로 출시되었다. 엑스박스 게임 패스 클라우드 게이밍은 추가 비용 없이 얼티밋 구독자들에게 제공된다.

## 같이 보기
- 지포스 나우
- 플레이스테이션 나우
- 아마존 루나